# Bell 47

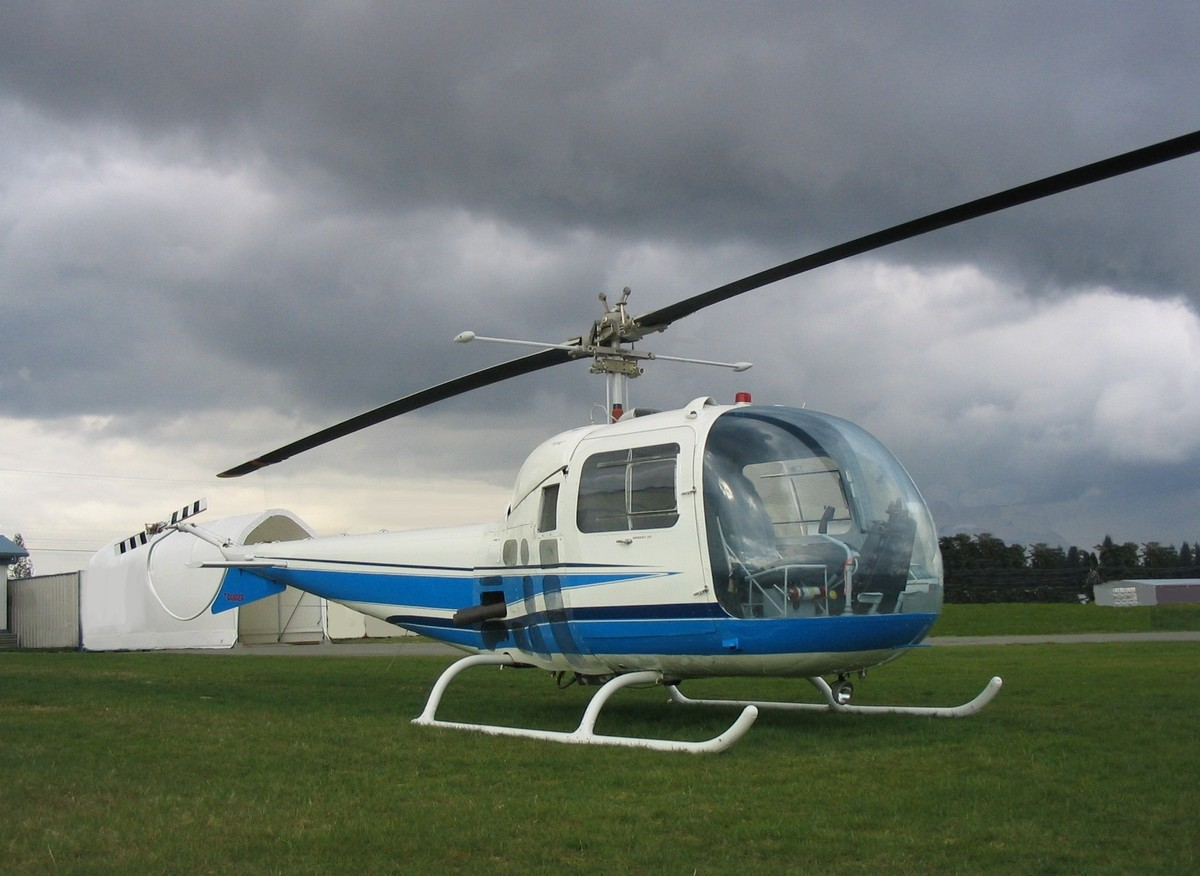
Bell 47 Ranger

Bell 47 är en liten lätt enmotorig helikopter, som flög första gången 8 december 1945. Bell 47 licenstillverkades av Agusta i Italien och av Westland i Storbritannien i ett stort antal olika varianter. Mer än 1 000 exemplar levererades till amerikanska försvarsmakten där den inmönstrades med beteckningen H-13, medan brittiska försvaret gav den namnet Sioux AH.Mk1.

## Användning i Sverige
Runt 1951 gjorde den svenska armén ett antal provflygningar med inlånade Bell 47 och Sikorsky 55 från Ostermans för att utvärdera helikopterns militära användbarhet . 
Trots positiva intryck skulle det dröja till 1959 innan man skaffade egna helikoptrar, men valet föll då på den franska Alouette II. Man behövde dock ett driftmässigt billigare alternativ för bland annat grundskolning, så vid ungefär samma tidpunkt inhyrdes även ett antal Bell 47G från både Ostermans och Lapplandsflyg. Detta var tänkt som en tillfällig lösning, men då den tilltänkta ersättaren Hkp 5 Hughes 269, som inköpts i två exemplar 1962, visat sig vara olämplig för arméns utbildningsbehov, kom de inhyrda Bell 47 att användas ytterligare några år. Under en period fanns en av dessa tillfälligt baserad på F 8 Barkarby med instruktör från armén för att grundskola flygvapenpiloter, varav en del senare fortsatte med att flyga deras Hkp 1 och Hkp 4. Trots en rätt omfattande militär användning förblev samtliga Bell 47 civila, och typen erhöll därför aldrig någon svensk militär beteckning i Hkp-serien.
Osterman Helicopter var först i Europa med att använda helikopter civilt, då de importerade ett antal Bell 47 för transporter i skärgården samt flygbesprutning, varav ett fåtal fortfarande är i bruk. Bell 47 var inledningsvis även svenska polisens standardhelikopter.